# 日産自動車のモータースポーツ
日産自動車のモータースポーツでは、日産自動車のモータースポーツ競技における実績を記述する。
日産自動車は日本におけるモータースポーツのパイオニアの1社であり、日本だけでなく海外でも様々なレースに参加して数々の実績を積み上げ、高い技術力を示している。

## プロトタイプスポーツカー

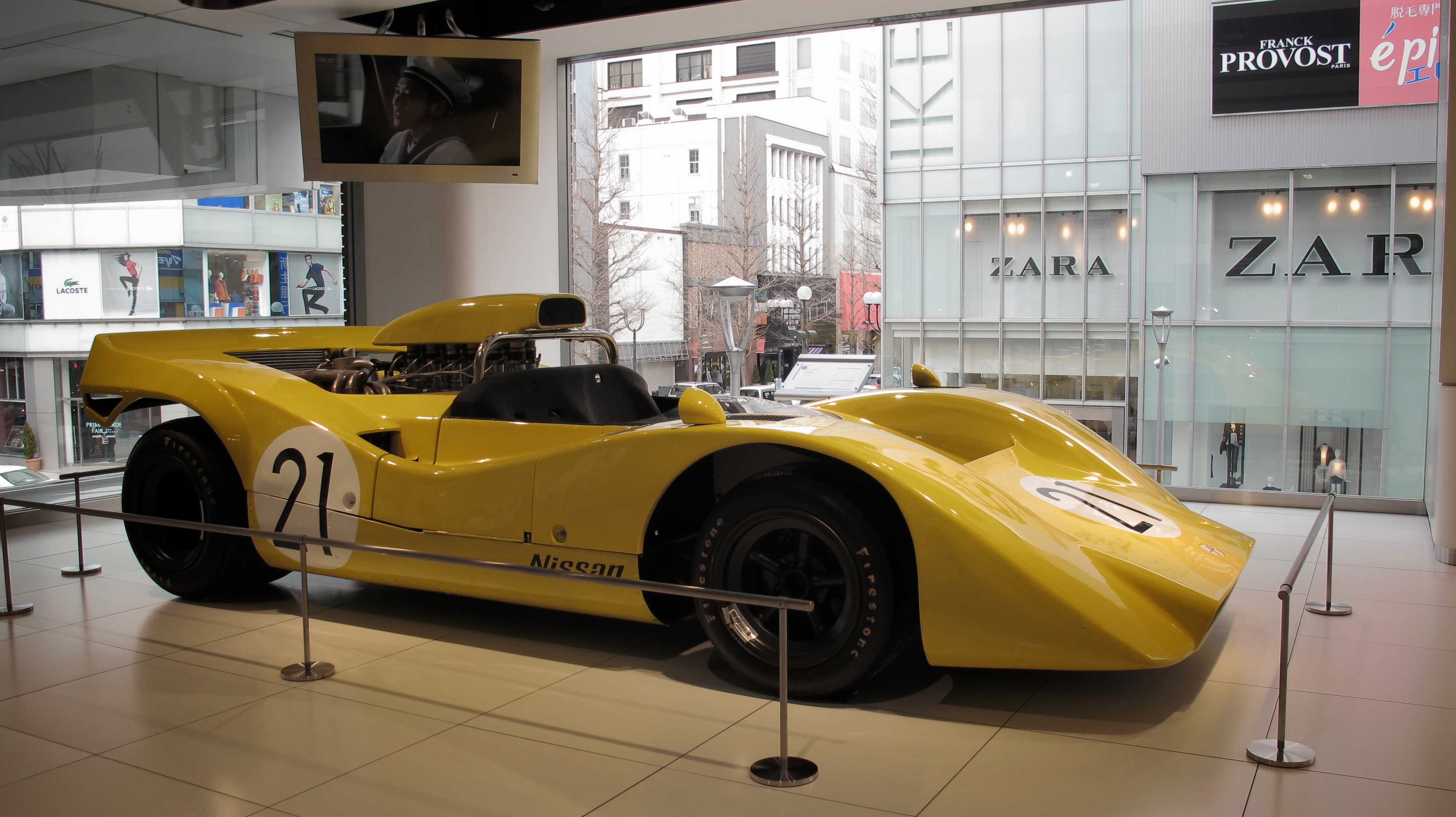
R382

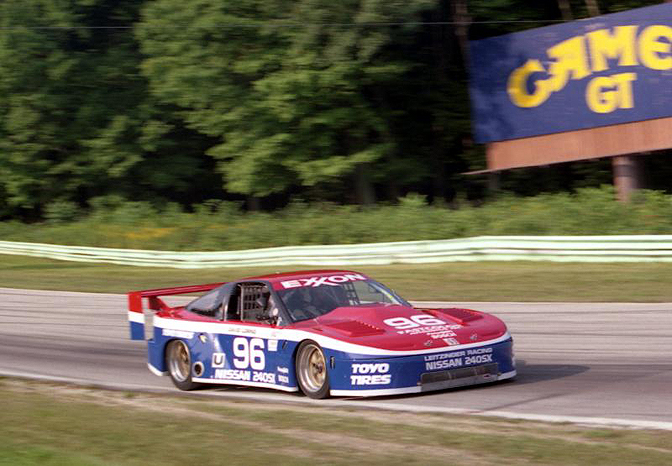
240SX

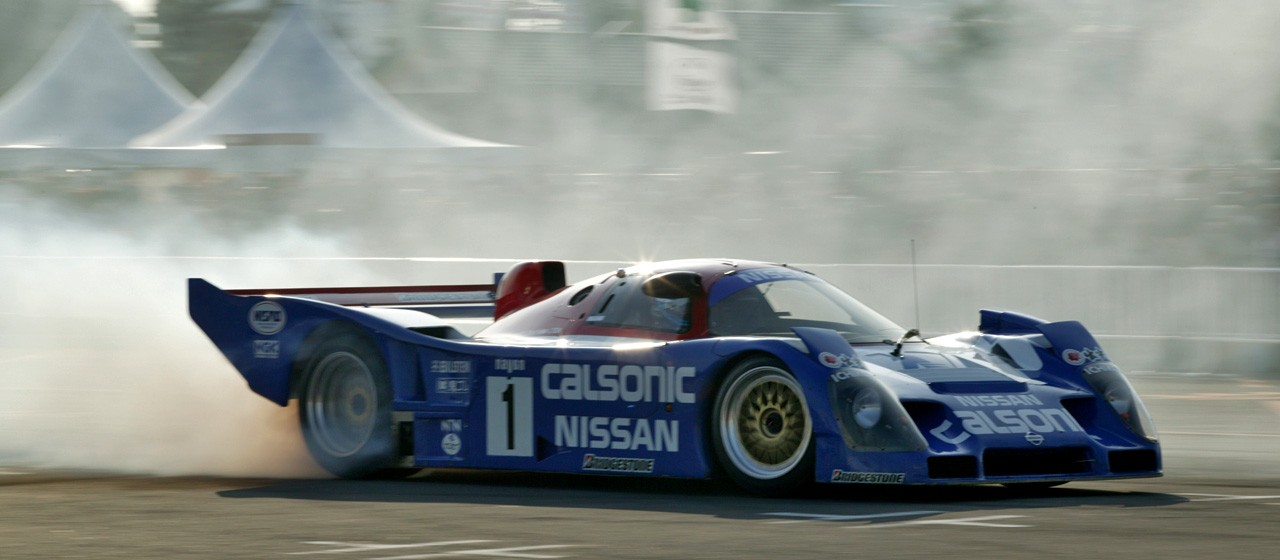
R91CP

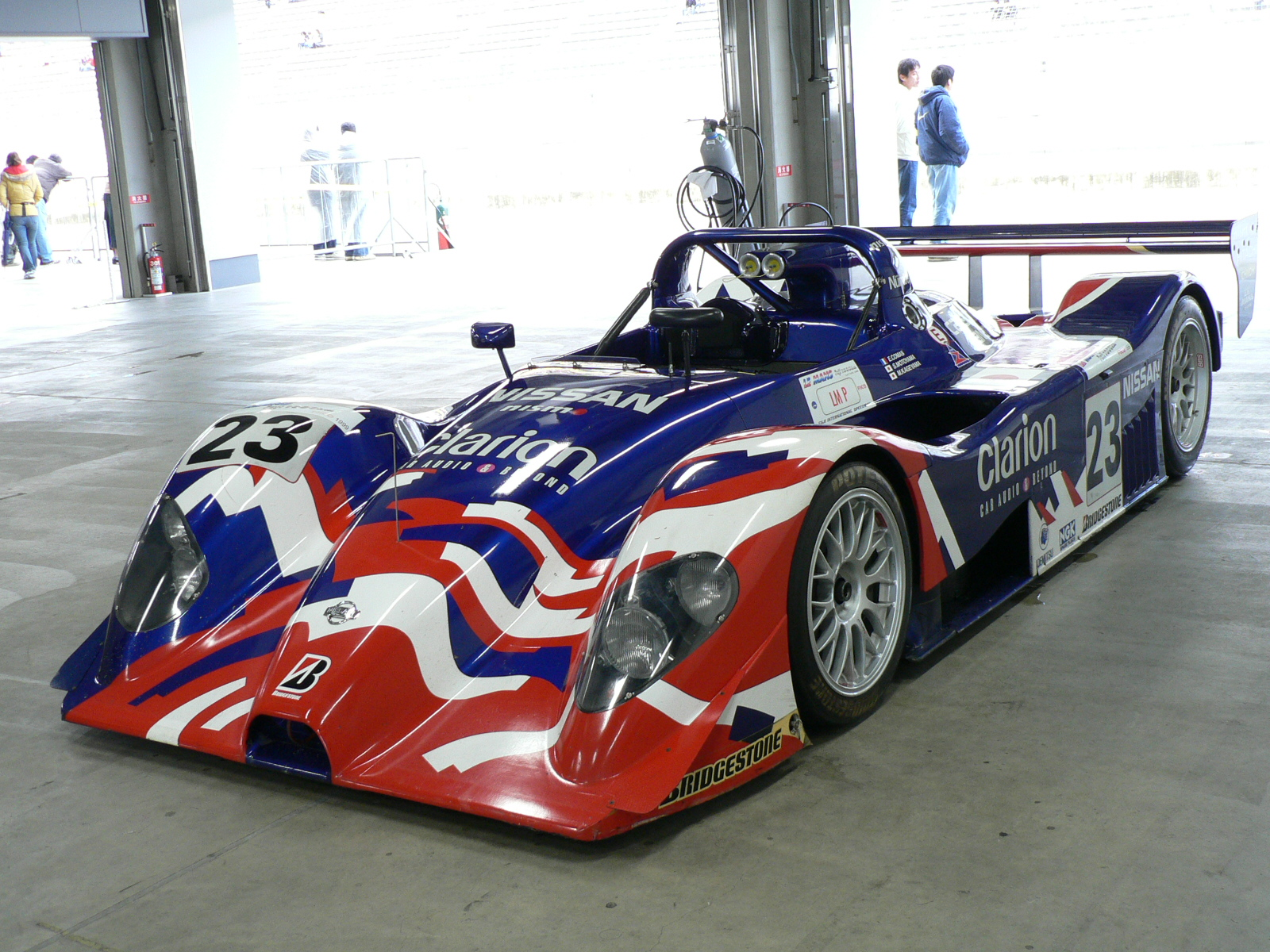
R391

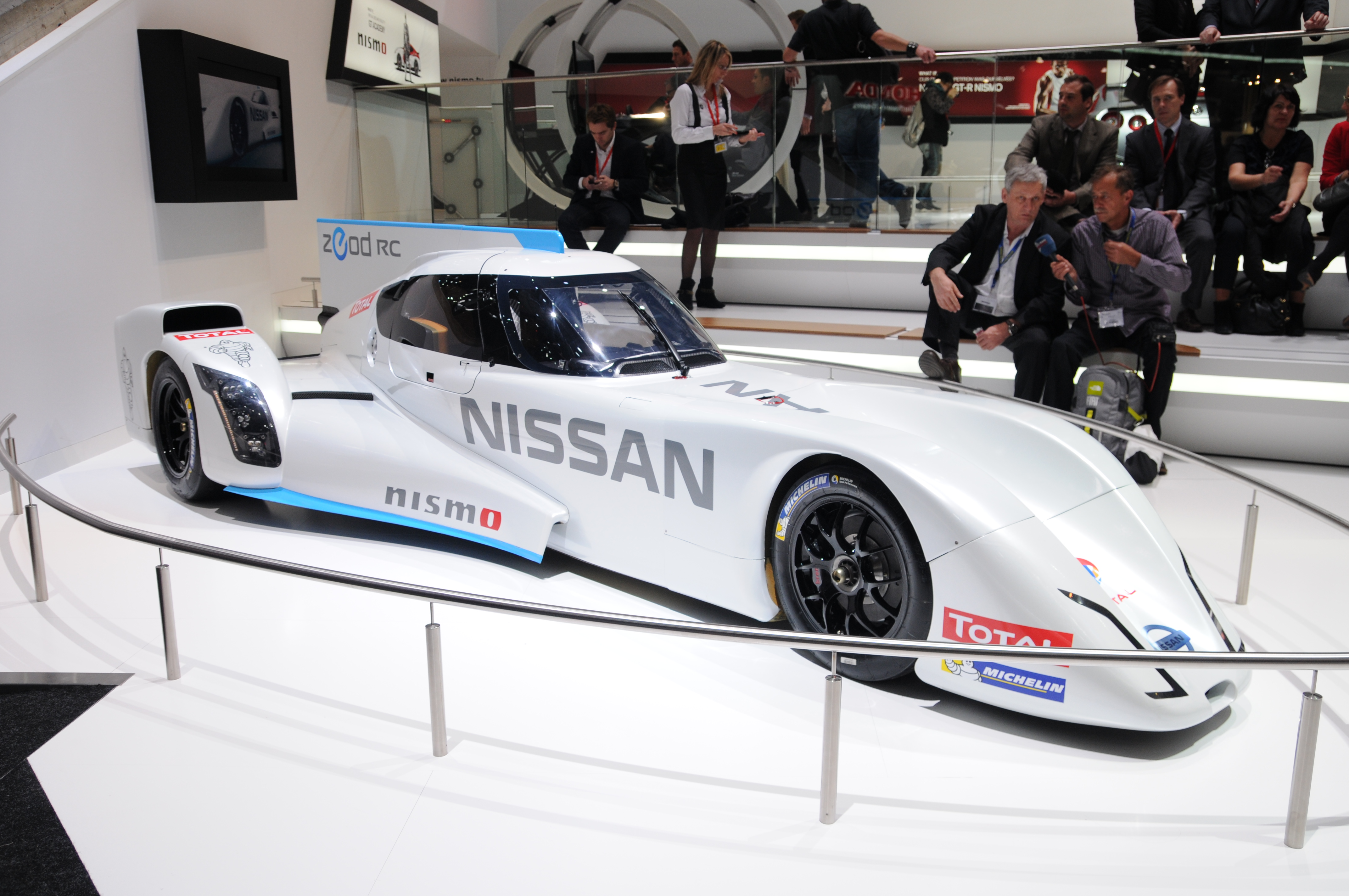
ZEOD RC

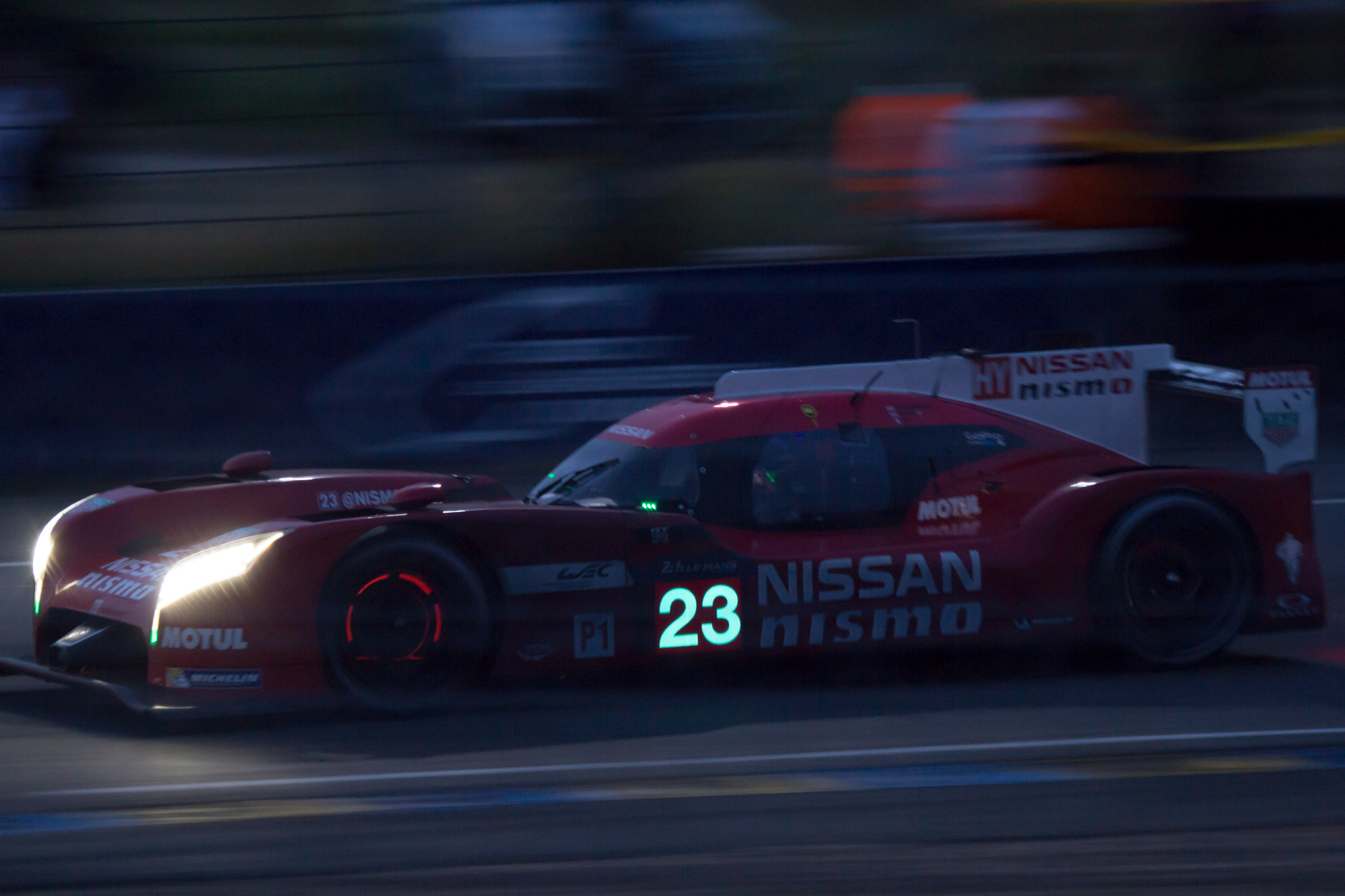
GT-LM NISMO

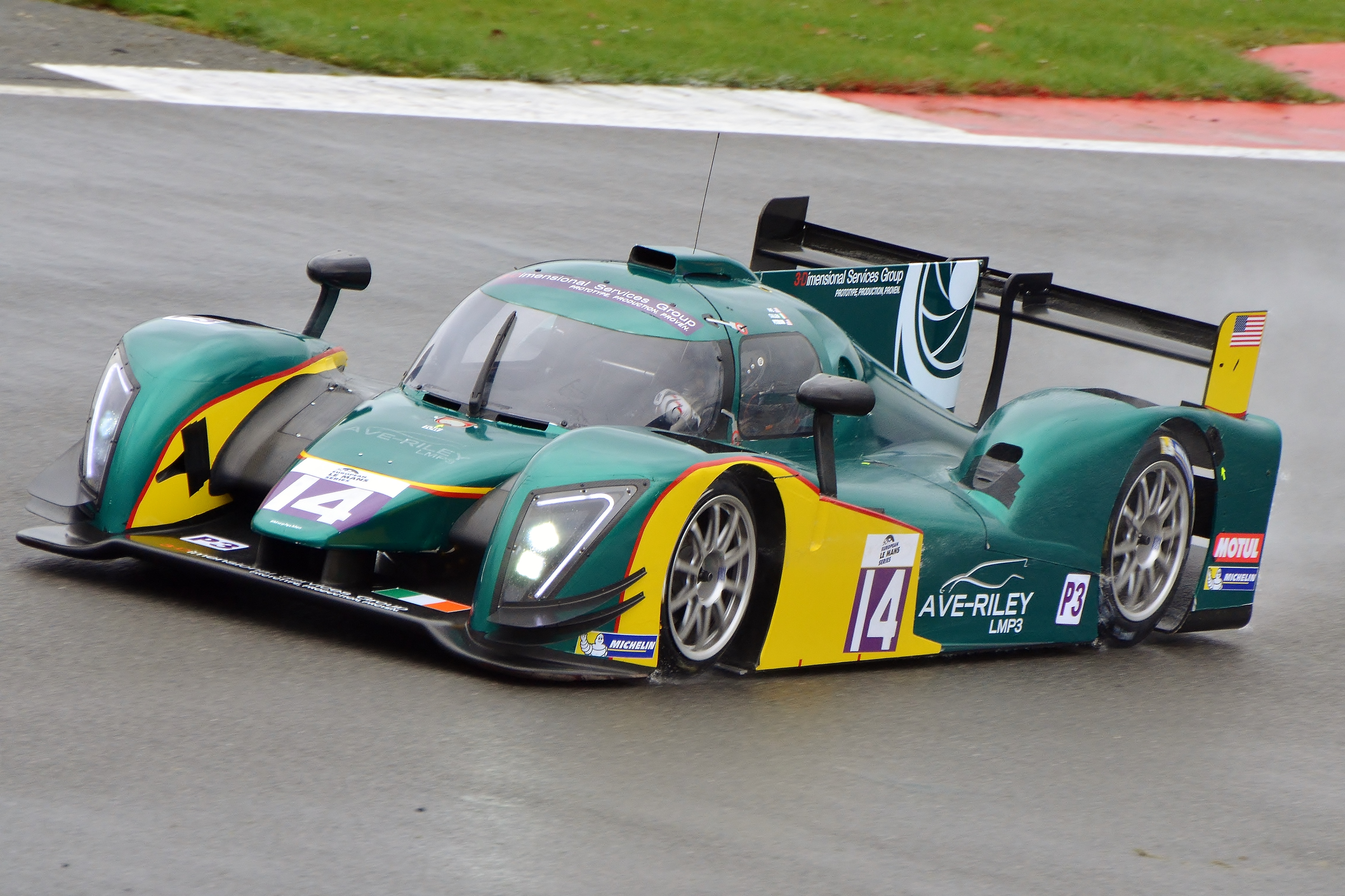
日産エンジンを搭載したLMP3車両

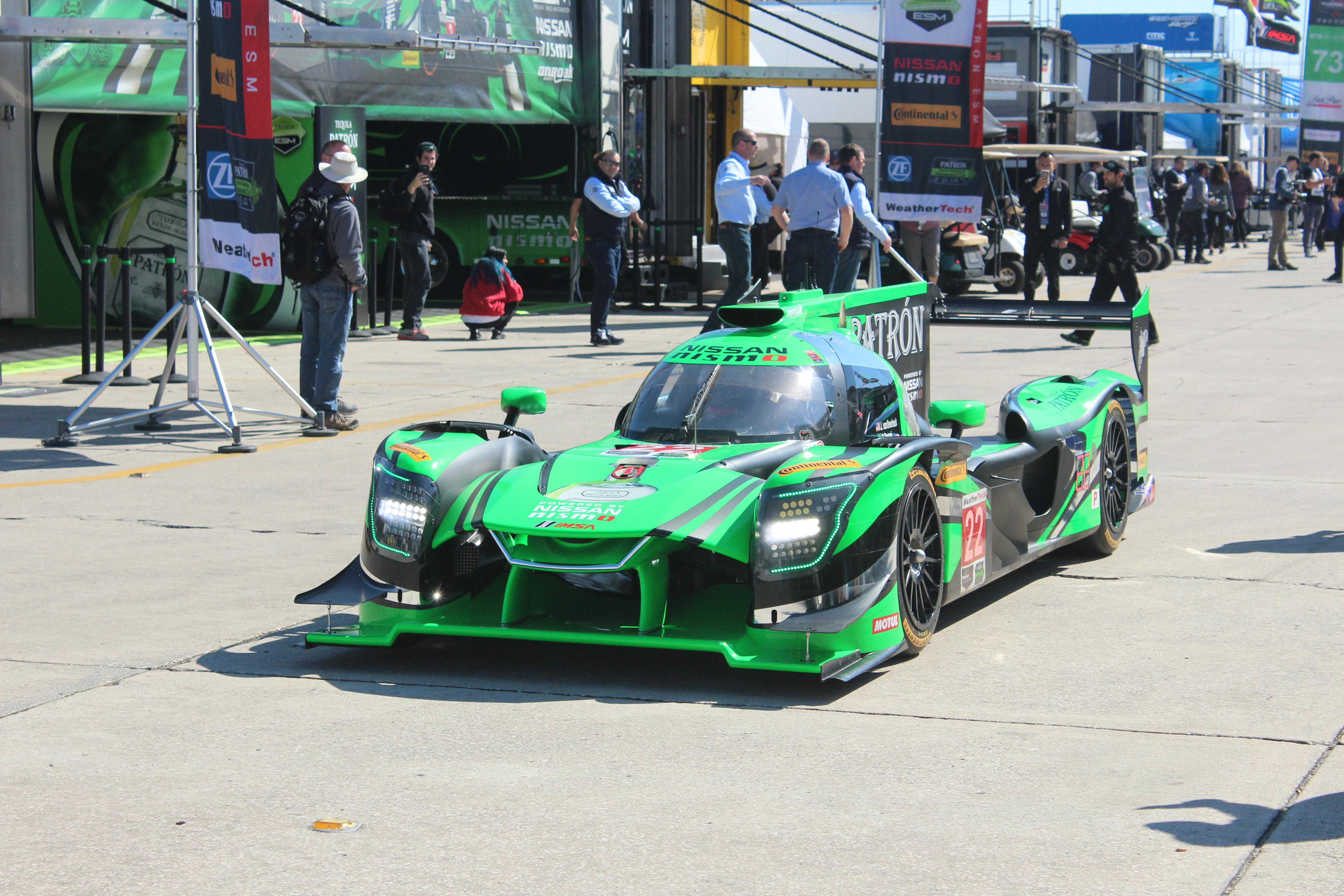
リジェ・日産DPi

スポーツプロトタイプカーレースに初めて参入したのは1966年の第3回日本グランプリのフェアレディSであった。ただしこのマシンは、その名のとおりフェアレディSR311に2リットル直列6気筒の純レース用エンジンを搭載した暫定版であり、プロトタイプというよりはGTカーに近かった。この後ミッドシップの純粋プロトタイプが開発される予定だったが、プリンス自動車との合併でお蔵入りになった。プリンスから引き継いだR380からR382に至るR38シリーズで本格的にプロトタイプカーを開発し、トヨタ・ポルシェを破り、1968年と1969年の日本グランプリを制覇した。
その後排気ガス対策を名目にスポーツカーレースからは撤退し、1970年代前半にはツーリングカー路線にスカイラインGT-Rで参戦し圧倒的な強さを誇るが、1973年の第一次オイルショックにより一時ワークス活動を休止する。
1980年代に入ると販売会社側からの要望に応えるべくシルエットフォーミュラを皮切りに徐々にワークス活動を再開し、1983年、前年までスプリントのスーパーシルエットシリーズに日産車で参戦していたセントラル20、ハセミモータースポーツ、そしてホシノレーシングにエンジン供給・資金援助を行い、日産は耐久レースへの参入を依頼する。セントラル20は国内コンストラクターのガレージ・ルマン製のシャシー・LM03Cを導入、ハセミモータースポーツは前年キャラミ9時間に参戦したスカイラインのシルエット仕様車をグループC規定に合致するよう改造（スカイラインターボC）する。そしてホシノレーシングはマーチエンジニアリング社製のプロトタイプレーシングカー マーチ・83Gを購入して参戦することになり、3チームとも独自の手法で耐久レースへのアプローチを始めた。しかし、LM03Cとマーチ・83Gに関してはLZ20B型エンジンをミッドシップにマウントしたのは初めてのことであり、熟成には多くの時間を費やすことになる。
1984年にはそれまでの大森ワークスを母体にニッサン・モータースポーツ・インターナショナル（ニスモ）を設立して、本格的にスポーツカー耐久レースに取り組むこととなる。1985年のWEC-JAPANでは、雨天で海外組がほぼ棄権したという条件はあったものの、星野一義が、日本人として初めて世界選手権総合優勝を飾っている。
翌1986年からル・マン24時間レースにも参戦。WEC世界スポーツプロトタイプカー選手権 (WSPC) に1989年と1990年の2年間フル参戦した。1990年ル・マンでは日欧米の日産法人たちやプライベーターを併せて7台態勢を敷き、予選でもポールポジションを獲得する凄まじい執念を見せたが、決勝では組織的紛糾や信頼性不足により大敗を喫した。
欧州では今ひとつな日産のグループC活動であったが、全日本スポーツプロトタイプカー耐久選手権（JSPC） では、1990年代に入ってプライベーターのポルシェ・962C勢が力を失った後、トヨタとの一騎打ちになるが、全て制して3連覇を達成した。（1990 - 1992年、マシンはそれぞれR90CP、R91CP、R92CP）。また北米のIMSA GTP選手権では1988年～1992年にGTP ZX-Tが4連覇という圧倒的な力を見せつけた。加えて1992年デイトナ24時間レースではR91CPを駆る日本人トリオ（星野一義、長谷見昌弘、鈴木利男）による総合優勝を成し遂げている。
F1とエンジン規格を統一した自然吸気エンジンの新グループC規定にも、NP35を開発してJSPCの最終戦に投入したが、カテゴリ自体が消滅したため、事実上のお蔵入りとなった。
1990年前後には、プロトタイプカーの形状をした「ザウルス」/「ザウルスジュニア」というジュニアカテゴリも運営していた。
LM-GT1～LMPの時代にもR390、R391などでル・マンに参戦したが、やはり総合優勝には手が届かなかった。日産の現在までのル・マンへの挑戦の最高位は、1998年R390をドライブした日本人トリオ（星野一義/鈴木亜久里/影山正彦）による3位となっている。
GT500用に開発したV8自然吸気エンジンは2010年代にLMP2エンジンにも流用されたが、これが信頼性と戦闘力を兼ね備えてプライベーターたちから絶大な人気を博し、2017年に規定が改訂されるまでワンメイク状態を築いた。2015年に発足したLMP3でも、同エンジンがワンメイクエンジンとして指定された。
2012年からル・マン「ガレージ56」枠の航空機のようなフォルムのデルタウィングの開発に関わり、さらに2013年には同じ形状でシリーズ式ハイブリッドのZEOD RCも出走させるなど、徐々にル・マンへの関心を示し始めた。
そして2015年のル・マン/WEC（世界耐久選手権）には三台のGT-R LM NISMOで久々に最高峰クラスに参戦した。熟成不足で開幕戦と第二戦を欠場した上、第三戦ル・マンでは同クラスのマシンより20秒も遅いタイムで予選を終え、さらにトップの110％に満たないタイムであったためLMP2の後ろに回されてしまった。決勝では信頼性の問題からハイブリッドシステムを作動させなかったため、LMP2より遅いタイムで周回し、トラブルにも見舞われて二台がリタイア、一台は周回不足で完走扱いにならないという大敗を喫した。その後もWECに参戦せず開発を続けていたが、同年12月のクリスマス前日に撤退が発表された。
北米ではDPi（デイトナ・プロトタイプ・インターナショナル）規定において、リジェ・JS P217をベースとし、R35型GT-RのフロントマスクデザインとV6ツインターボエンジンをNISMOによって与えられたマシンが2017〜2019年まで参戦し、プチ・ル・マンとセブリング12時間で総合優勝を果たしている。

## GT/ツーリングカーレース

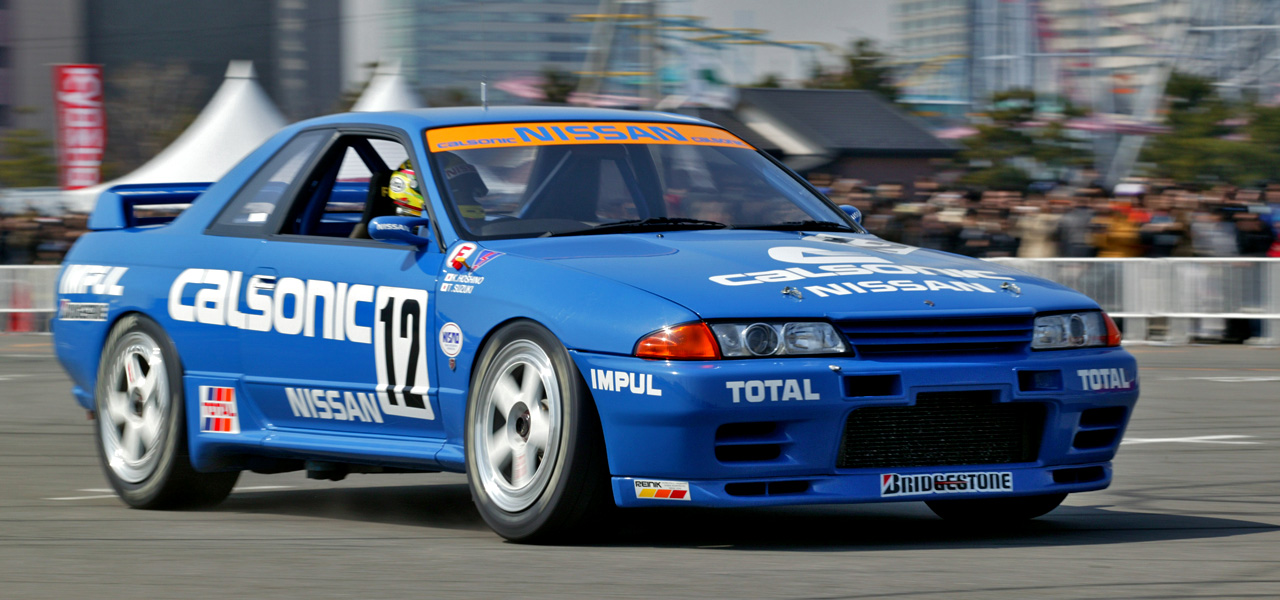
R32型スカイラインGT-R

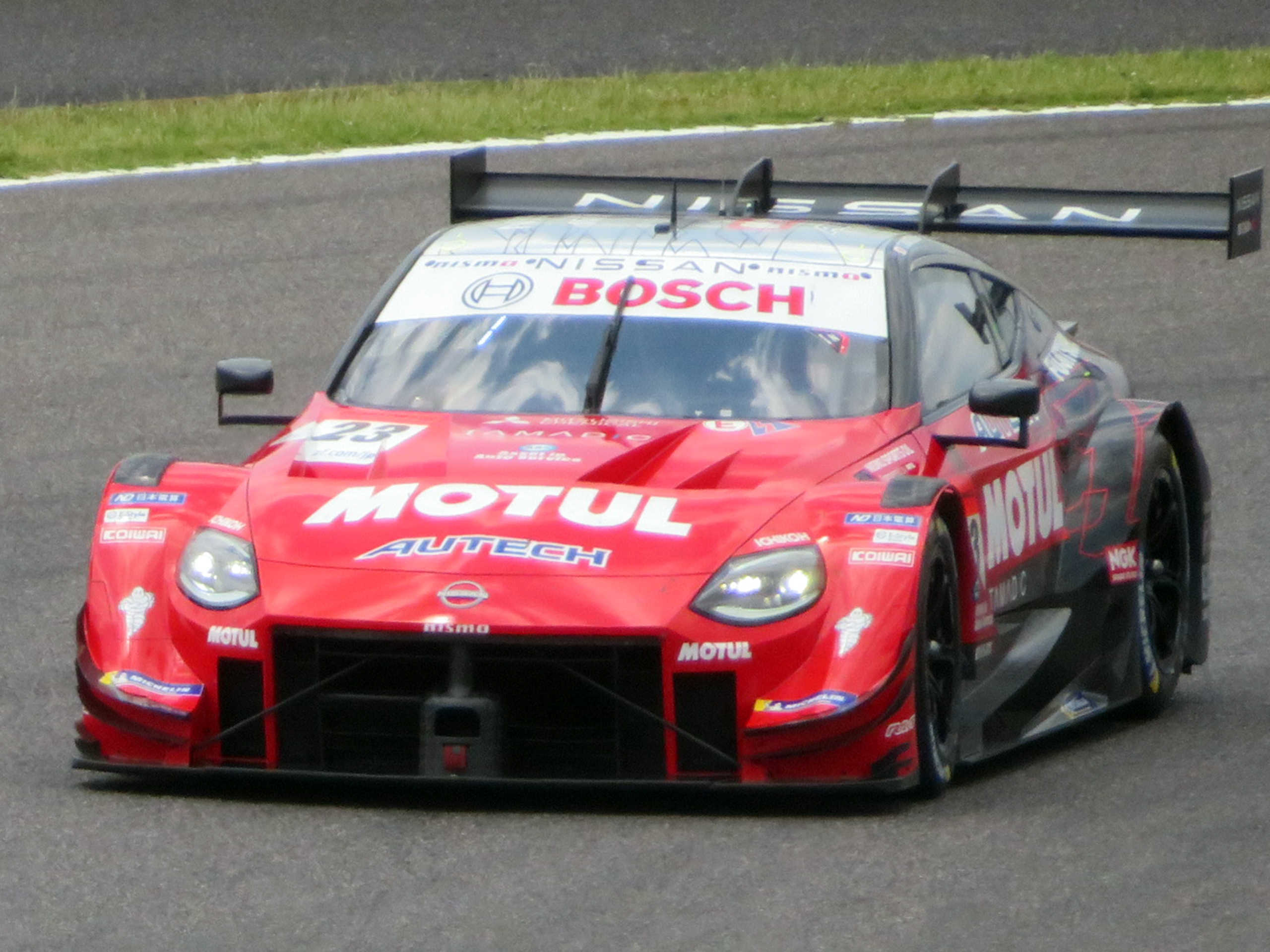
GT500のフェアレディZ

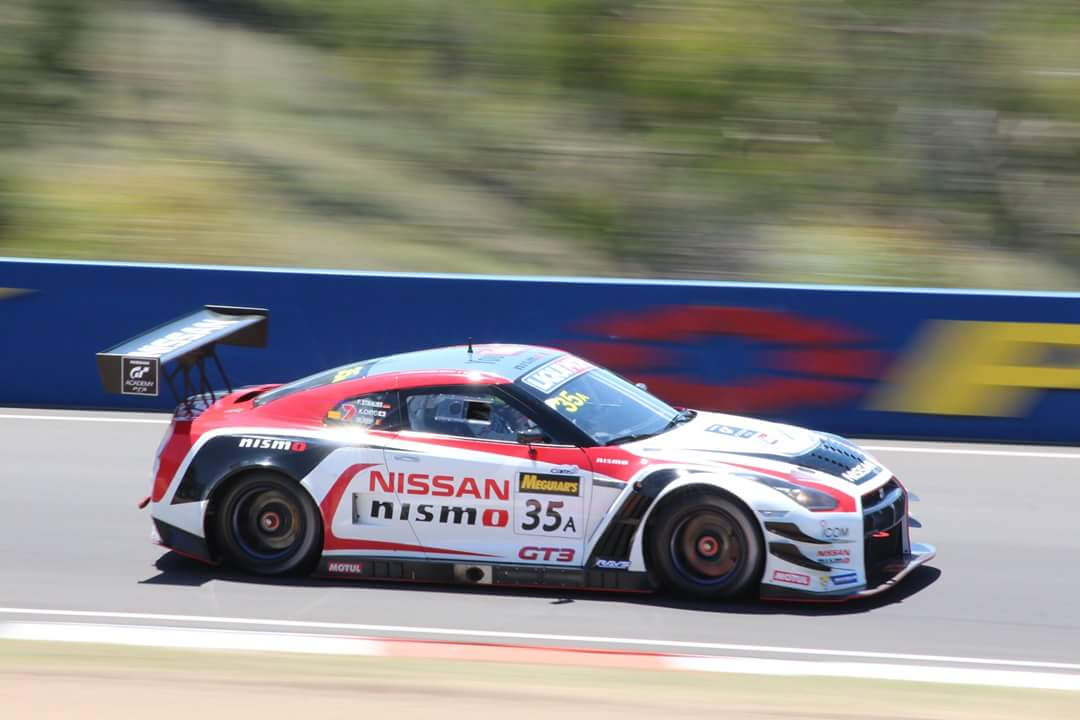
R35型GT-R GT3

日産車は国内ツーリングカーレースで古くから人気が高く、日本グランプリではプリンス時代のスカイラインが最強伝説を築いたほか、グロリア、ブルーバードなども活躍した。1970年代の富士グランチャンピオンレースの前座となるマイナーツーリングレースではサニーが猛威を振るった。
グループA末期には、4WDのスカイラインGT-R（R32）を投入。ディヴィジョン1の主力だったフォード・シエラ勢を一掃し、国内で49連勝という圧倒的な実力でワンメイク状態を築いた。またスパ・フランコルシャン24時間レースでも服部尚貴がスカイラインで唯一の日本人総合優勝を遂げた。
グループAの後継となったスーパーツーリングにもプリメーラを投入し、JTCCではホンダと激闘を繰り広げるも、惜しくもタイトル獲得とはならなかった。BTCCでは1998年に9ワークスによる激闘を制し、チャンピオンを獲得している。BTCCではしばしプライベーターによる日産車の参戦が見られ、2020-2021年にはインフィニティ・Q50がチャンピオンマシンとなっている
グループCからR390投入までの間のル・マン活動は、スカイラインGT-RのGTマシンによって行われた。
2010年から3年のみ開催された、FIA GT1世界選手権にはGT-R（R35）で参戦し、チャンピオンを獲得。これは日産車として初のFIA世界選手権タイトルであった。
2012年からグループGT3のGT-Rを国内外で投入。2015年にはブランパンGTシリーズやバサースト12時間で千代勝正が勝利を収める活躍を見せた。
現在は1993年から継続参戦している全日本GT選手権（現・SUPER GT）への参戦がメインとなっており、上位クラスのGT500クラスに2003年まではスカイラインGT-Rで、2004年 - 2007年まではフェアレディZ、2008～2021年まではGT-R（R35）、2022年はビッグマイナーチェンジを施したZと、2車種を交互に使う形で現在まで続いている。
また下位クラスのGT300クラスや、類似カテゴリーのスーパー耐久にも主にプライベーターがGT-R GT3とフェアレディZで参戦している。

## ラリー

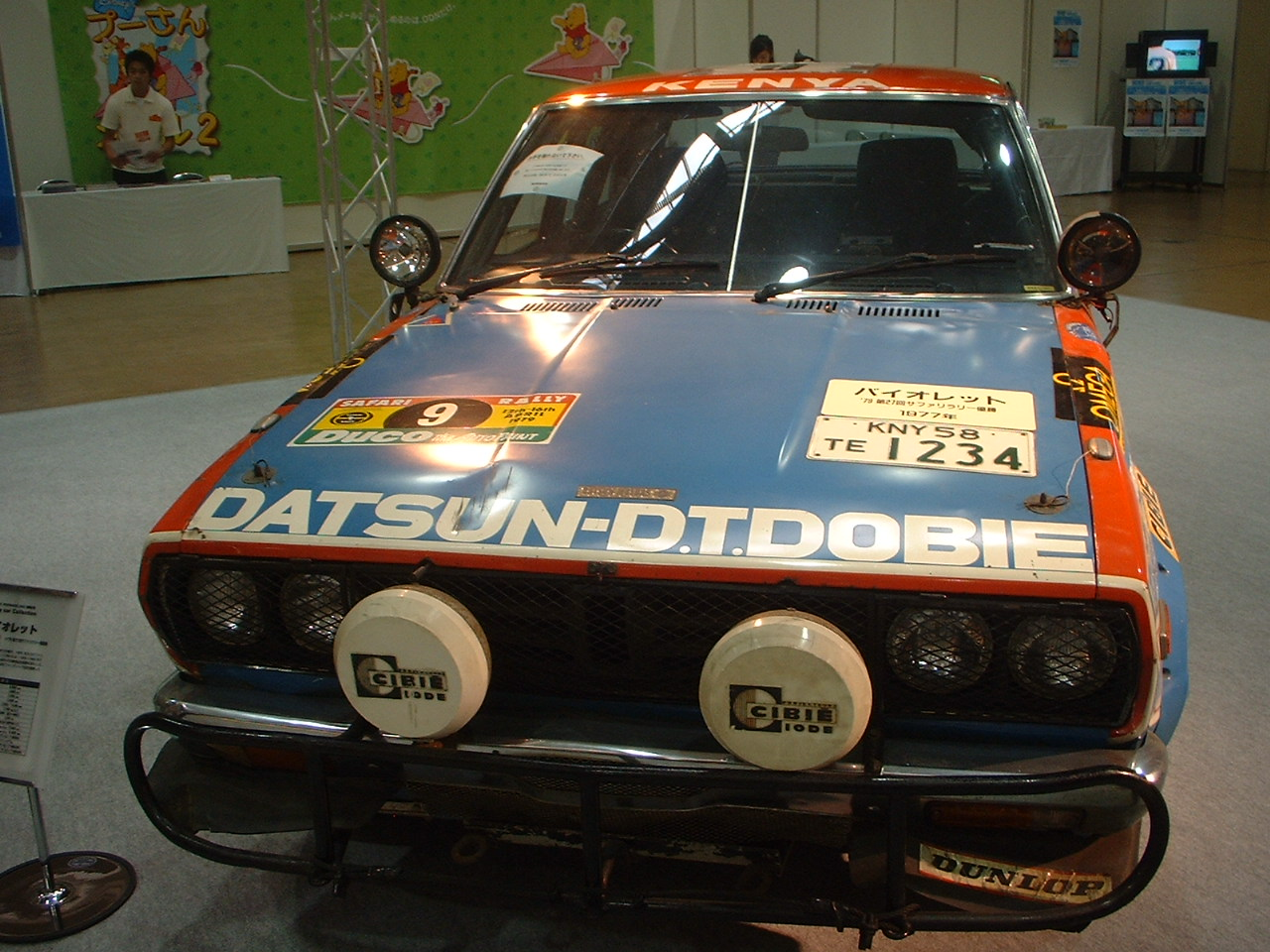
サファリラリーのダットサン・バイオレットA10

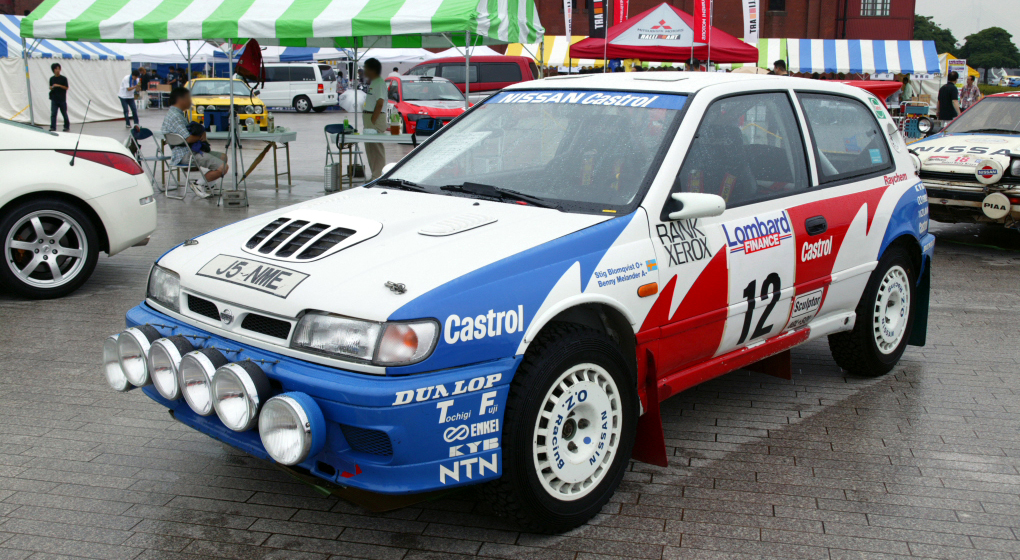
グループAのパルサーGTI

かつては「ラリーの日産」と言われており、ダットサンブランドを用いて日本のメーカーの中でも古くからラリーに参加している。1980年代初頭にはサファリラリー4年連続優勝を成し遂げている（車両はいずれもA10系バイオレット、クラスはグループ2とグループ4）。フェアレディZも欧州イベントで活躍し、「プロペラシャフト付きのマシンはラリーで勝てない」というジンクスを覆したと言われている。
世界ラリー選手権 (WRC) ではグループ4時代にマニュファクチャラーズ部門でランキング2位を獲得したこともあったが、結局ドライバーズ・マニュファクチャラーズともにタイトルを獲得することはできなかった。グループA時代のパルサーGTIはプロダクションカーカップを制するほどのポテンシャルを持っていたものの、冷却の問題で最高クラスでは結果を出せず、熟成する前に本社の経営悪化で1992年で撤退。日本で「ラリーに参戦している自動車メーカー」というイメージは、直後にタイトルを獲得し続けたトヨタや三菱自動車、スバルに持って行かれてしまった。ワークス撤退後も欧州法人（NME、Nissan Motor Europe）は精力的な活動を行い、F2キットカーで英国選手権を制覇していたが、本社のルノーによる買収が決まった後にこちらも終了となってしまった。
余談だが、WRCに関しては撤退後に、コルシカ島でSS走行中のプジョーをプリメーラワゴンがパッシングするというCMを放映し、専門誌の読者ページがこの話題一色となった。さらにその直後に日本製4WDターボ勢（クラスはグループA/WRカー）を敵に回してFFでNAのシトロエン（クラスはF2）がツール・ド・コルスとカタルニアの両ラリーで優勝したため、結果的にインプ/ランエボより吊るしのプリメーラワゴンが速いという、マニアには信じられない意味合いを持つものとなってしまった。その後も日産のCMは他社の自動車を追い越すCMが多く見られたため、一時批判の的になった。

## ラリーレイド

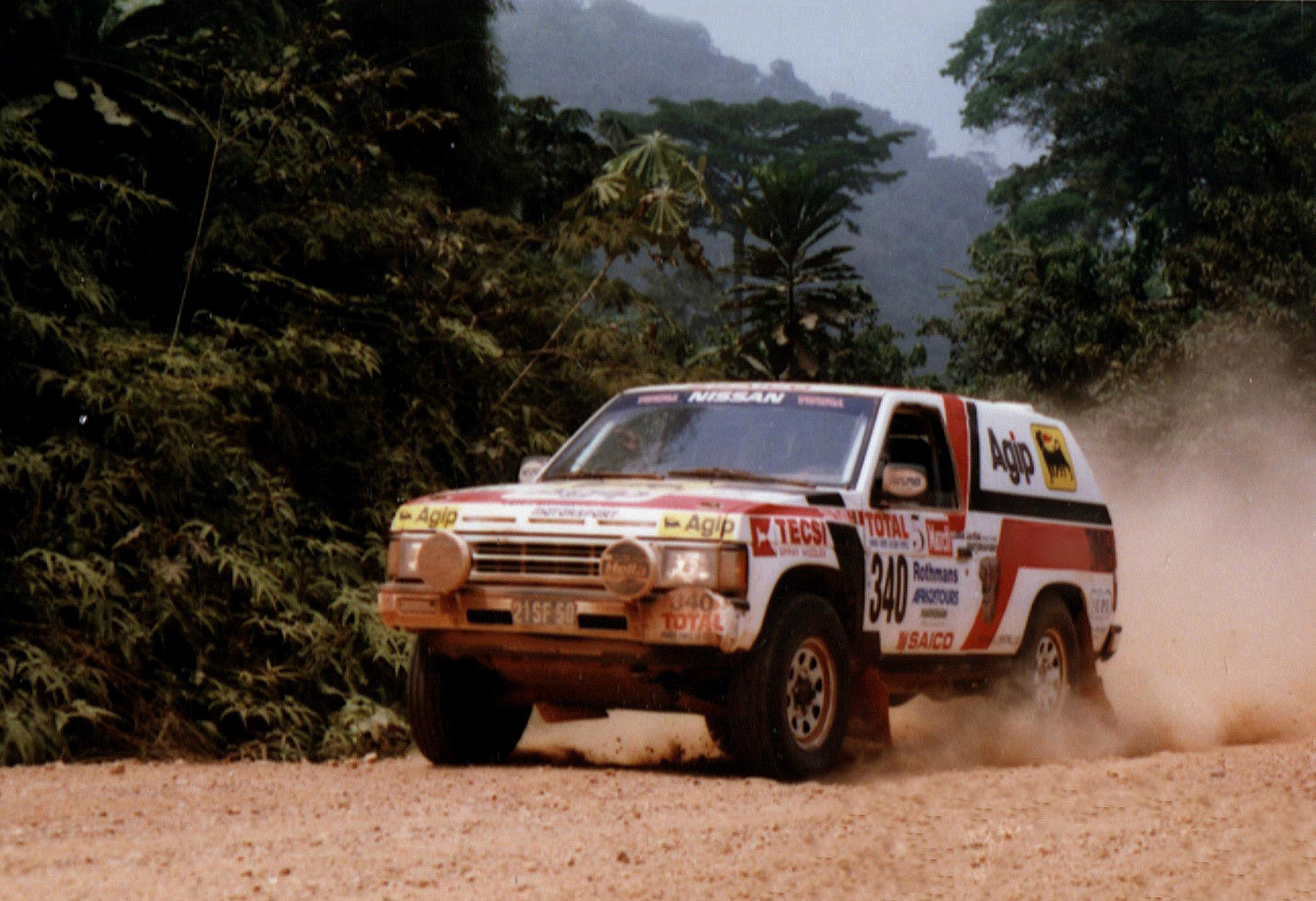
1993年プライベーターの運用する日産・テラノ

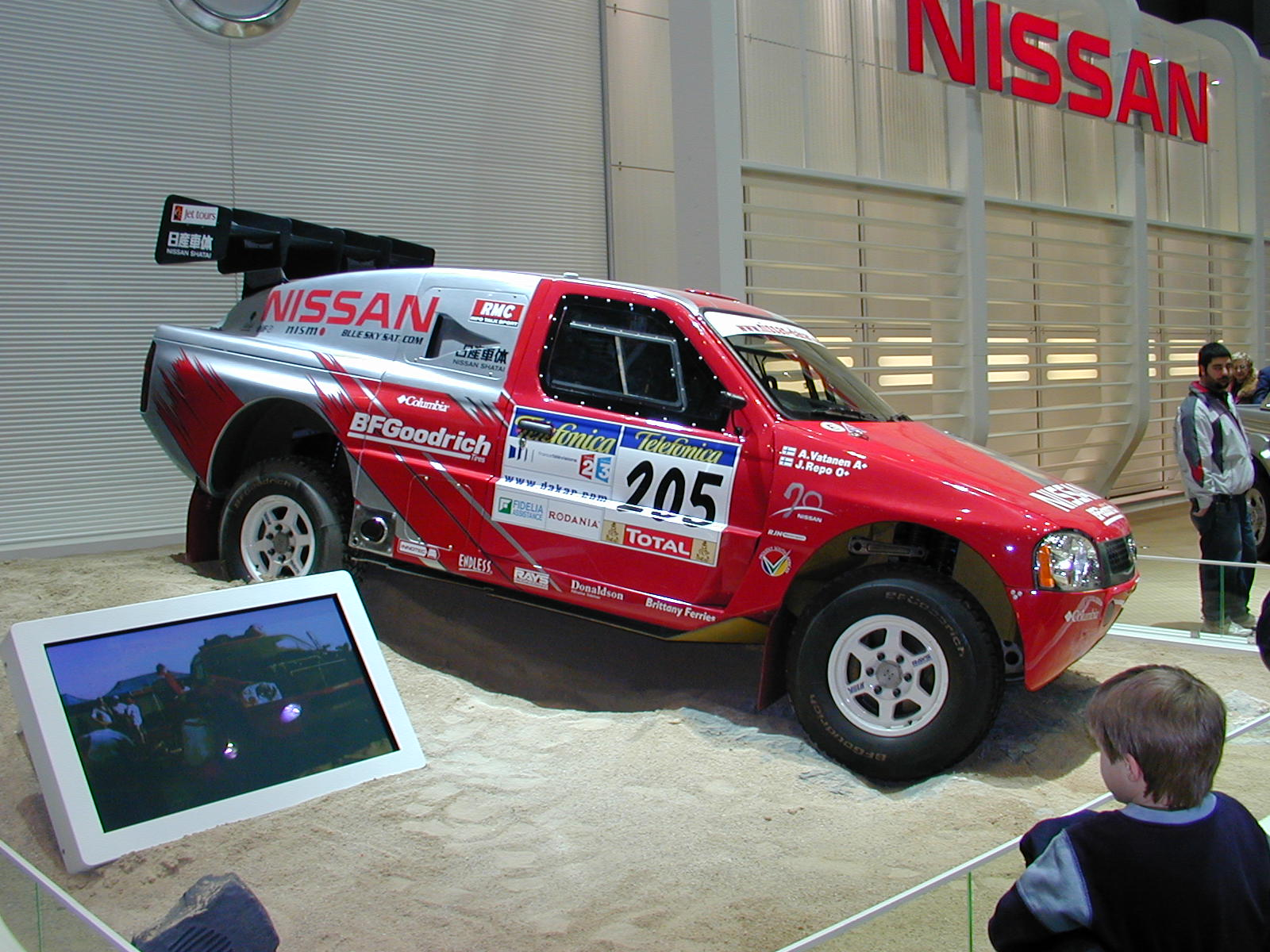
2004年ナバラのワークス車両

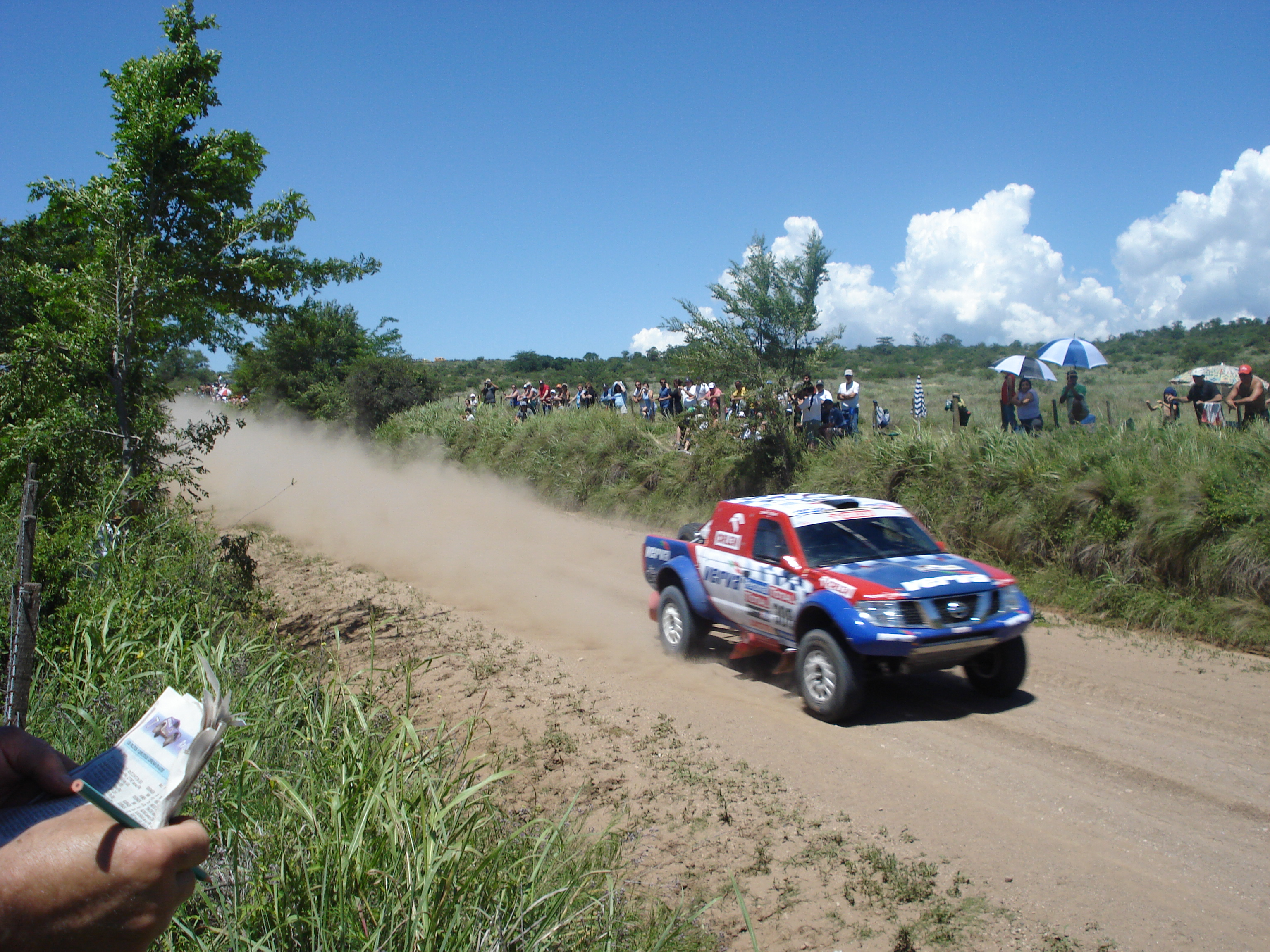
2010年オーバードライブ・レーシングのナバラ

1980年代前半から、フランスのプライベーターであるチーム・ドスードが日産の市販車やプロトタイプ車両で活躍。これが販売代理店リチャード・日産（後のフランス日産）の目に止まり、提携した両社は競技車両を他のプライベーターへ供給するようになった。これにより一時は50台もの日産車がダカール・ラリーにエントリーし、特に市販車クラスで優勝の常連となった。1988年からは日産もサポートするようになり、F1ドライバーのフィリップ・アリオーらが参戦した。その後もステファン・ペテランセル、長谷見昌弘、池町佳生などが日産勢としてステアリングを握り、ペテランセルと池町が市販車クラス一位を獲得。また日産イベリカ（スペイン）はプロトタイプディーゼルのパトロールで活躍した。
1990年代には南アフリカのオフロードレース選手権でグリン・ホール率いるホールスピードが日産チームを率いて、プロトタイプ・市販車部門問わずタイトルを獲得し続けた。
2003年からはダカール・ラリーおよびクロスカントリーラリー・ワールドカップに、本社がホールスピードをワークスチーム化した上で、ドスードが開発に深く関わったピックアップトラックのナバラのプロトタイプ車両により4ヵ年計画で参戦。ドライバーはアリ・バタネン、コリン・マクレー、ジニエル・ド・ヴィリエ、篠塚建次郎など錚々たるメンツであった。2003年ダカールはいきなり篠塚がステージ1で勝利して速さを見せつけたがクラッシュ。この年は他にもバタネンが5度のステージ勝利を挙げ、最高成績はドゥ・ビリエが5位で完走。
2004年はステージ1でまたしても篠塚がステージ勝利し、ドゥビリエ、バタネン、マクレーも1勝ずつを挙げるなど速さが確かであることを証明したが、総合順位はドゥ・ビリエの7位が最高成績で終わった。
2005年はマクレーとドゥ・ビリエで5度のステージ勝利を挙げ、5日目までは1-2体制を形成するなど期待が持てたが、三菱の猛追に遭って敗れた。ドゥ・ビリエが4位で完走。これを最後に、一年前倒しでワークス参戦からは撤退している。NISMOはプライベーターへの技術支援は継続し、篠塚や元三菱のカルロス・ソウザ、イヴァン・ミュラー、クリスチャン・ラビエル、クリストフ・ホロウチェックなどがナバラを運用した。2009年にはオーバードライブ・レーシングが総合4-5位、グループT1ガソリン車クラスで1-2フィニッシュを果たした。
チーム・ドスードは2010年代前半に日産・ジュークの二輪駆動バギーで活躍したが、以降は活動を休止している。

## フォーミュラ

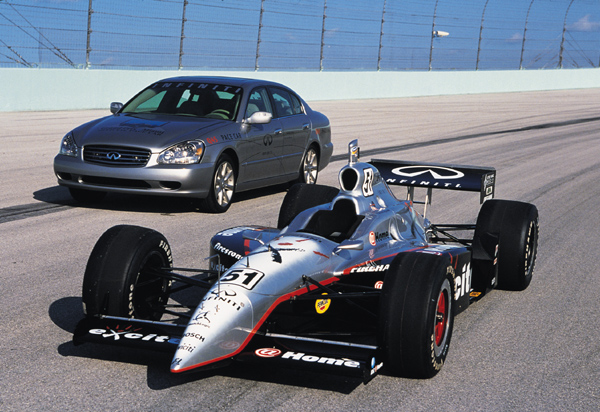
インディ・レーシング・リーグ

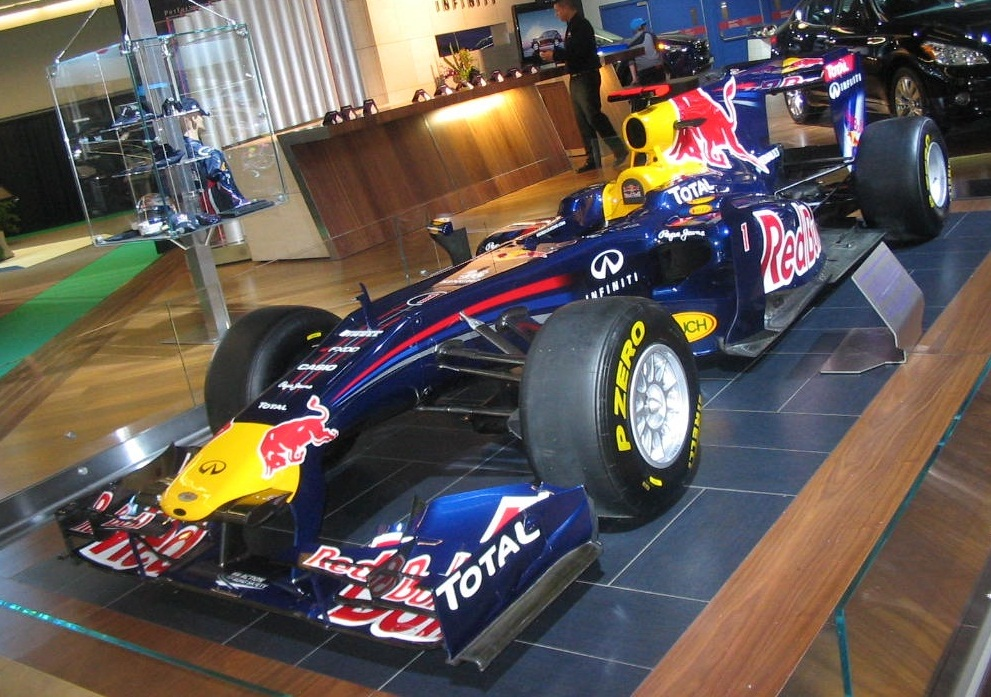
F1のインフィニティ・レッドブル・レーシング

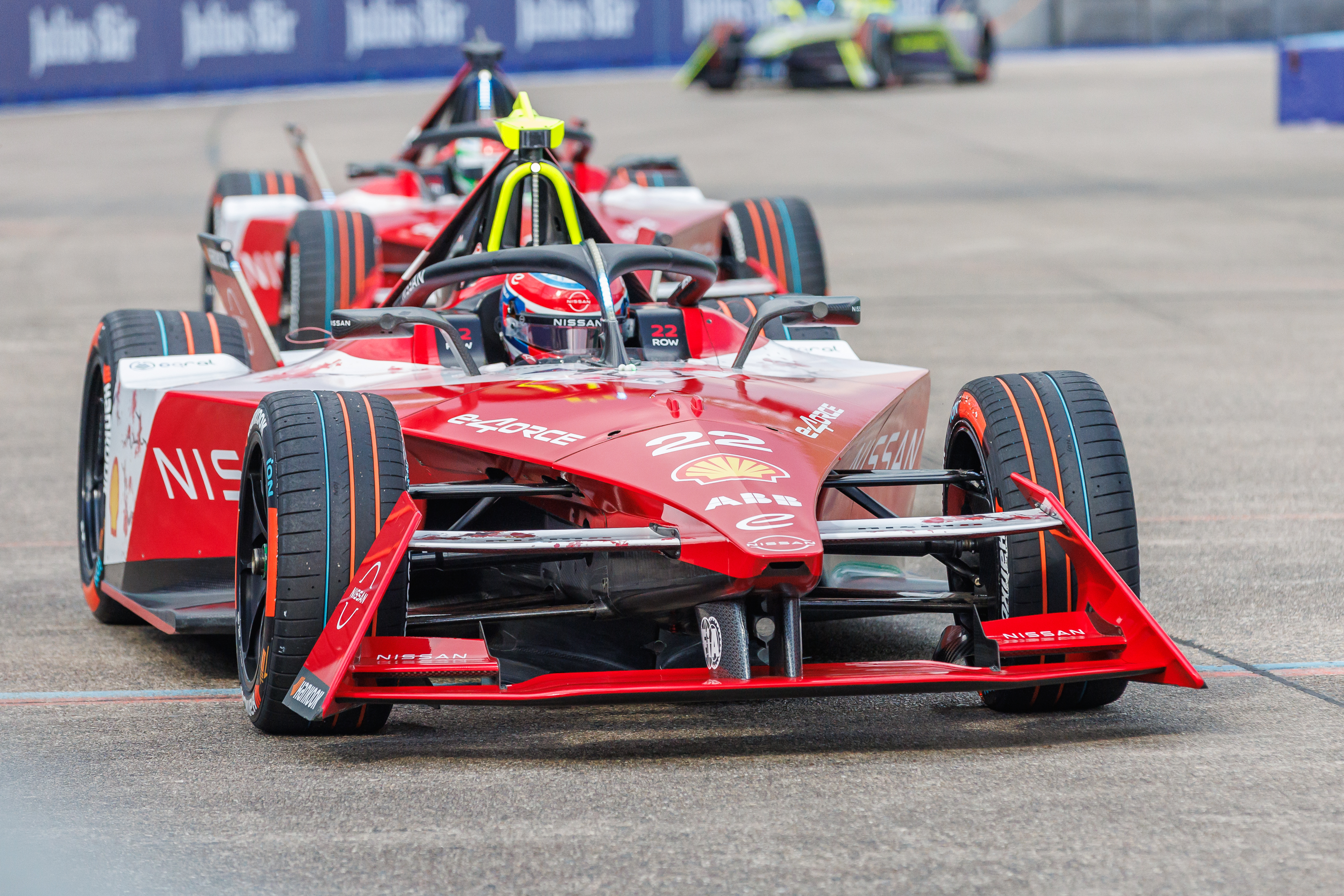
e-4ORCE 04（2023-2024年フォーミュラE）

トヨタ・ホンダとは異なり、1970年代に始まる日本のトップフォーミュラ（現在のスーパーフォーミュラ）に一度もエンジン供給を行ったことが無いため、日産は「市販車の形をしていないレースには参戦しない」というポリシーを伝統的に持っているとされているが、実際には海外を中心にフォーミュラカーレースへの参戦は普通に行われている。
北米ではインフィニティブランドにより、1996年からのインディ・レーシング・リーグ（IRL、現インディカー）にV8自然吸気エンジンの供給を行った。通算2勝を挙げたが、トヨタ・ホンダと対決直前だった2002年に経営再建を理由に撤退している。
欧州でもミドルフォーミュラの「ワールドシリーズ・バイ・ニッサン」を開催していた。
親会社のルノーとの縁でフォーミュラと関わる事例は多く、北米ブランドのインフィニティは、F1でルノーエンジン時代のレッドブル・レーシングにも技術提供やタイトルスポンサーの形で共闘した。また本山哲はルノーとの縁でF1のテストドライブをさせてもらったことがあった。
2018-2019年のフォーミュラEからは、既に参戦していたルノーからチームごと引き継いで、日産へと参戦ブランドと体制を交代。世界選手権化後の2024年イタリア戦で日産として初優勝を挙げた。
また日本でもジュニア～ミドル級のフォーミュラを中心に供給歴がある。1970年代のワークス活動休止後に、日本独自のフォーミュラカーレースであるフォーミュラ・パシフィックへのエンジン供給は行っていた。またフォーミュラチャレンジ・ジャパンにもトヨタ・ホンダとともに参画した。全日本F3選手権の過去の東名エンジンは、日産のエンジンをベースに独自の開発を行っていた。

## その他
提携先のルノーや、その傘下であるダチアには現在6気筒以上の量産ガソリンエンジンが無いため、モータースポーツ活動において日産自動車製のエンジンが用いられることがある。
ワールドシリーズ・バイ・ニッサンを引き継いでフォーミュラ・ルノーV6・ユーロカップと統合させた、フォーミュラ・ルノー3.5では、当時ルノーにまだV6エンジンがあったにも関わらず、日産のV6エンジン（VQ35）が長らく用いられた。
ワンメイクレース用マシンであるルノー・スポール・R.S.01には、R35型GT-RのV6ツインターボ（VR38DETT）が採用されている。
ダチアはダカール・ラリー参戦において2013年～2018年にダスターにインフィニティ・FXのV8自然吸気（VK50）を、2024年以降のサンドライダーにはRZ34型フェアレディZのV6ツインターボ（VR30DDTT）を搭載している。

## 年表
| 年代   | 内容 |
| ------ | --- |
| 1936年 | 全国自動車競走大会（多摩川スピードウェイ）にダットサンNL75、NL76で参戦。第2戦優勝。 |
| 1958年 | オーストラリア モービルガス トライアルにダットサン210型で参戦。クラス優勝。 |
| 1963年 | 第1回日本グランプリにおいてクラス優勝（ダットサンスポーツ）。 |
| 1964年 | 第2回日本グランプリにおいてクラス優勝（ブルーバードスポーツ）。 |
| 1966年 | 第3回日本グランプリにフェアレディSで参戦。 |
| 1967年 | - サファリラリーに130型セドリックで参戦。 - 第4回日本グランプリに日産・R380で参戦。 |
| 1968年 | 5月 R381、R380-IIIで'68日本グランプリに参戦し、R381が総合優勝。 |
| 1969年 | - 5月 JAFグランプリでPGC10型スカイラインGT-R（DOHC4バルブのS20型エンジン搭載）デビュー、優勝。 - 7月 '69富士1000kmレース RIIIクラスにR380が参戦、2位入賞。 - 10月 R382で'69年日本グランプリに参戦し総合優勝。 |
| 1970年 | - レース・ド・ニッポンに参戦。S30型フェアレディZ 432が優勝。 - 510型ブルーバードがサファリラリー総合優勝。 |
| 1971年 | - レース・ド・ニッポンに参戦。S30型240Zが1位、2位、KPGC10型スカイラインGT-Rが3位、4位、510型ブルーバードSSSが5位と上位を独占。 - S30型240Zがサファリラリー総合優勝。 |
| 1972年 | 富士GC第1戦スーパーツーリングで、KPGC10型スカイラインGT-Rが国内レース50勝達成。 |
| 1973年 | - S30型240Zがサファリラリー総合優勝。また610型ブルーバードUが2位、4位入賞。 - 5月 日本グランプリ FJ1300にてハヤシ708ニッサンが優勝。 - 8月 鈴鹿グレート20ドライバーズレース FJ1300にてマーチ733ニッサンが優勝。 |
| 1974年 | マレーシア セランゴールグランプリに710型バイオレットターボで参戦、優勝。 |
| 1977年 | フォーミュラ・パシフィック (FP) に1.6リットル直列4気筒DOHC16バルブLZ14エンジン供給開始。 |
| 1978年 | PA10型バイオレットでサファリラリー参戦。 |
| 1979年 | - PA10型バイオレットでサファリラリー優勝。WRCメイクスランキング2位。 - 710型バイオレットターボで富士スーパーシルエットシリーズ（富士SS）、富士ロングディスタンス・シリーズ（富士LD）参戦。 |
| 1980年 | - PA10型バイオレットでサファリラリー連覇。WRCメイクスランキング2位。 - PA10型バイオレットターボで富士SS、富士LD参戦。 |
| 1981年 | - PA10型バイオレットでサファリラリー3連覇。WRCメイクスランキング2位。 - S110型シルビア/ガゼールターボで富士SS参戦。 |
| 1982年 | - PA10型バイオレットでサファリラリー4連覇。WRCメイクスランキング3位。 - S110型シルビアターボ、910型ブルーバードターボ、R30型スカイラインターボで富士SS参戦。 - LZ16型エンジン、FPを6年連続制覇。 - 11月 グループ5のスカイラインターボで、南アフリカ・キャラミで開催された9時間耐久レースに参戦。 |
| 1983年 | - 2リットル直列4気筒LZ20ターボエンジン搭載のグループCカー（LM・03C/日産、スカイラインターボC、マーチ・83G/日産）で富士ロングディスタンスシリーズ、全日本耐久選手権（87年より全日本スポーツプロトタイプカー耐久選手権＝JSPC)に参戦。 - FJ24を搭載した240RSでWRC参戦。 |
| 1984年 | - 第6回パリ・アルジェ・ダカールラリーにてパトロール（プライベーター）がディーゼルクラス優勝。 - ニッサン・モータースポーツ・インターナショナル (NISMO) 設立。翌年よりワークス活動再開。 - スカイライン/シルビア用直列4気筒DOHC16バルブエンジンFJ20をF3用エンジンとして鈴木亜久里ほかに供給開始。 |
| 1985年 | - セドリック/グロリア用V型6気筒3リットルエンジンVG30を全日本耐久選手権に投入。同エンジン搭載のマーチ85G/日産でWEC in JAPAN総合優勝を飾る。 - R30型スカイラインRSターボで全日本ツーリングカー選手権 (JTC) 参戦開始。 - 240RSでWRCに参戦し、サファリラリーチーム優勝、アクロポリスラリー2年連続チーム優勝、ニュージーランドラリー総合6位。 - Z31型フェアレディZ 300ZXで全日本ラリー選手権参戦。Cクラスシリーズチャンピオン獲得。 - 第7回パリ・アルジェ・ダカールラリーにてパトロール（プライベーター）がディーゼルクラス2位。 |
| 1986年 | - R86V、R85Vでル・マン24時間レースに参戦。R85Vが総合16位完走。R86V、R85V（マーチ製）、R810V（ローラ製）でJSPCに参戦。 - R30スカイラインRSターボで、JTCチャンピオン獲得。 |
| 1987年 | - 18年ぶりの純レース用エンジン、VEJ30（3リットルV型8気筒）がR87Eに搭載されデビュー。R87E（ニスモ）、R86V（チーム・ルマン）でル・マン24時間レースに参戦。全車リタイアに終わる。R87E、R86VでJSPCに参戦。 - VG30Eを搭載したS12型200SXでWRCアイボリーコーストラリーに参戦。総合2位。さらに香港～北京ラリーで総合2位。 - R31型スカイラインGTS-R、JTCに参戦開始。 - WD21型テラノで仏プライベーターが第9回パリ・アルジェ・ダカールラリーに参戦。 |
| 1988年 | - R88C（ニスモ）、R87V、R88V（チーム・ルマン）でル・マン24時間レースに参戦。R88Cが総合14位で完走。R88C、R88V、R87VでJSPCに参戦。 - 英国にニスモの前線基地、ニッサン・モータースポーツ・ヨーロッパ (NME) 設立。同チームからR31型スカイラインGTS-Rでヨーロッパツーリングカー選手権 (ETC) に参戦。R31型スカイラインでJTCに参戦。 - IMSA GTPクラスにて日産・GTP ZX-Tがドライバーズタイトル獲得。IMSA記録の8連勝を含む、参戦12戦中9勝。 - S12型200SX、K10型マーチターボでWRC サファリラリーに参戦し、200SXは総合2位A4クラス優勝、マーチもA3クラス優勝を獲得。200SXはアクロポリスで総合7位、アイボリーコーストで総合優勝。 - 第10回パリ・アルジェ・ダカールラリーにてVG30E搭載WD21型テラノが市販車無改造（マラソンクラス）クラス2位完走。ファラオラリー2位、3位。 |
| 1989年 | - 新開発VRH35エンジンを搭載したローラ製カーボンモノコックシャシーのマシン・R89Cを投入してル・マン24時間レースに参戦。全車リタイアに終わる。世界スポーツプロトタイプカー選手権 (WSPC) にR89Cで初めてフル参戦。最高位3位（ドニントンパーク、スパ・フランコルシャン）。R88C、R89C（ニスモ）、R89V（チーム・ルマン）でJSPCに参戦。 - R31型スカイラインGTS-RでJTCに参戦し、最終戦を待たずにドライバーズタイトルを獲得。 - IMSA GTPクラスにてGTP ZX-Tがドライバーズ・メイクスのダブルタイトル獲得。Z32型300ZXがIMSA GTOクラスに出場。 - 第11回パリ・チュニス・ダカールラリーにてVG30E搭載WD21型テラノが総合11位T1クラス優勝。バハスペイン T2クラス2位。ファラオラリー T2クラス優勝。アトラスラリー T1クラス優勝、T2クラス2位、4位。ポルトガルラリー T2クラス優勝。 - MA09ERT搭載EK10FR型マーチRが全日本ラリー選手権シリーズ優勝（Bクラス1001 cc以上1600 cc未満クラス）。 - EK10GFR型マーチスーパーターボがWRC第6戦・アクロポリスラリーでクラス優勝総合10位（クラス分け、過給排気量930 cc ×1.4倍） - ザウルスカップ発足。 |
| 1990年 | - R90CP（ニスモ）、R90CK（NME、NPTI）、R89C（チーム・ルマン、クラージュ）でル・マン24時間レースに参戦。R90CKでポールポジションを獲得。R90CPが総合5位完走。R90CKでWSPCフル参戦。最高位2位（カナダ、メキシコ）。R90CP（ニスモ）、R90V（チーム・ルマン）でJSPCに参戦、ドライバーズタイトル、メイクスタイトルの2冠を達成。 - BNR32型スカイラインGT-R、JTCに参戦。GT-Rは全6戦で6勝し、内5勝を挙げた星野一義がシリーズチャンピオン獲得。その後、1993年 JTC閉幕までに29連勝を達成する。 - ベルギー スパ・フランコルシャン24時間レースにBNR32型スカイラインGT-Rで参戦し、表彰台独占。 - その他、GT-Rはマカオグランプリ ギア・レースに参戦し総合優勝。N1耐久シリーズ、全日本ダートトライアル選手権にも参戦。チュニジアラリー T1クラス2位。アトラスラリー T1クラス優勝、2位、T2クラス3位。オーストラリアサファリラリー T2クラス優勝。 - IMSA GTPシリーズに参戦している米エレクトラモーティブ社に資本参加し、同社の社名をニッサン・パフォーマンス・テクノロジー (NPTI) に変更、米国日産のワークスチームとなる。同チームのGTP ZX-Tおよびその発展型・NPT90が3年連続ドライバーズタイトル、2年連続メイクスタイトル獲得。 - 綾部美津雄が全日本ラリー選手権でHNU12型ブルーバードSSS-Rに乗り当時の記録となる4連勝を達成。乗り換えたRNN14型パルサーGTI-RでCクラスチャンピオンになる。 |
| 1991年 | - スパ・フランコルシャン 24時間レースにBNR32型GT-RでグループA、グループN両方に参戦し、グループAで総合優勝。グループNでクラス優勝。 - R91CP（ニスモ）、R91CK（ノバエンジニアリング）、R91V、R91VP（チーム・ルマン）でJSPCに参戦し、2年連続ドライバーズタイトル、メイクスタイトルの2冠を達成。 - スカイラインGT-Rは引き続きJTC、N1耐久に参戦し共に年間チャンピオンを獲得。 - IMSA GTPシリーズにNPT90が参戦。4年連続ドライバーズタイトル、3年連続メイクスタイトル獲得。開幕戦デイトナ24時間レースにはR90CKで参戦、2位入賞。 - RNN14型パルサーGTI-RでWRC参戦。 - ワンメイクレース、ザウルスジュニアカップ開催。 - 第13回パリ・トリポリ・ダカールラリーにてWD21型テラノがT2クラス優勝。ファラオラリー T1クラス優勝、T2クラス優勝、ディーゼルクラス優勝。 |
| 1992年 | - R91CP、R91CK、R90C（IMSA GTP仕様）、Z32型300ZX（IMSA GTS仕様）、S13型240SX（IMSA GTU仕様）でデイトナ24時間レースに参戦。R91CPが日本人ドライバー・日本車の組み合わせにおいて史上初の総合優勝。 - スパ・フランコルシャン 24時間レースにBNR32型GT-RでグループA、グループN両方に参戦し、グループAはリタイアするが、グループNでは3年連続クラス優勝。 - R92CP（ニスモ）、R91CP（テイクワン）、R90CK（ノバエンジニアリング）でJSPCに参戦。3年連続ダブルタイトル獲得。最終戦のみ、3.5リットル自然吸気V型12気筒VRT35型エンジンを搭載したNP35が参戦。 - GT-Rは引き続きJTC、N1耐久共に年間チャンピオンを獲得。 - Z32型300ZXがIMSA GTSシリーズでタイトル獲得。 - RNN14型パルサーGTI-RでWRC参戦。スウェディッシュラリーで総合3位を獲得するも、ワークスは撤退。グループNでは年間タイトル獲得。 - 第14回パリ・ケープタウンラリー T2クラス優勝、マラソンクラス2位（テラノ）。パリ・モスクワ・北京ラリー T1クラス優勝、2位、T2クラス2位。ファラオラリー T2クラス優勝。アトラスラリー T1クラス優勝、T2クラス1位 - 4位。オーストラリアサファリラリー T1クラス優勝、T3クラス2位 - 4位。 |
| 1993年 | - BNR32型GT-RおよびS12型シルビアで全日本GT選手権 (JGTC) 参戦。GT-Rが年間チャンピオンを獲得する。GT-Rは引続きJTC、N1耐久共に年間チャンピオンを獲得。この年JTCは閉幕する。ソーラーカー 「サンフィーバー」でインターナショナルソーラーカーレースに参戦。総合2位。 - ニコラ1000ポルトガルラリー T1クラス優勝、2位、T2クラス2位～4位。バハ・アラゴンスペインラリー T1クラス優勝、T2クラス2位。チュニジアラリー T1クラス優勝、3位、T2クラス2位、4位。ファラオラリー ディーゼルクラス優勝、T2クラス3位。アトラスラリー T1クラス優勝、2位、T2クラス2位～4位。オーストラリアサファリラリー T3クラス優勝。 - WD21型テラノがFIAクロスカントリーラリーワールドカップマラソントロフィー（T1クラスのチャンピオン）獲得。 - WRC・F2クラスにN14型サニーGTIを投入。 |
| 1994年 | - P10型プリメーラGTE、B14サニーでこの年に開幕した全日本ツーリングカー選手権 (JTCC) に参戦。 - BNR32型GT-Rは引続きJGTC、N1耐久共に年間チャンピオンを獲得。また、この年JGTCにはプライベーターでZ32型フェアレディZがGT1クラスに、S13型シルビア、R31型スカイラインGTS-R、R30型スカイラインRSがGT2クラスに参戦し、スカイラインGTS-RがGT2クラスシリーズチャンピオンを獲得している。 - Z32型300ZXがIMSA-GTSシリーズでタイトル獲得。 - チュニジアラリー T1クラス優勝、2位、T2クラス優勝、ディーゼルクラス優勝。アトラスラリー T2クラス優勝。バハスペインラリー T2クラス優勝。バハイタリアラリー T2クラス優勝。オーストラリアサファリラリー T2クラス優勝。 - WD21型テラノがFIAクロスカントリーラリーワールドカップマラソントロフィー獲得。 |
| 1995年 | - ニスモGT-R LMでル・マン24時間レースに参戦。総合10位（クラス5位）完走を果たす。 - BCNR33型GT-RでJGTCおよびN1耐久に参戦し、共にシリーズチャンピオン獲得。また、前年同様JGTC GT2クラスではプライベーターのR31型スカイラインがシリーズチャンピオンを獲得。BNR32型GT-R、Z32型フェアレディZ（最終戦はIMSA GTS仕様）、S13型シルビア、R30型スカイラインもプライベーターの手でJGTCに参戦している。 - JTCCにはP10型プリメーラおよびB14型サニーで引続き参戦。 - 第17回グラナダ・ダカールラリーにてWD21型テラノがT1クラス優勝、T2クラス2位 - 4位。 - WD21型テラノがFIAクロスカントリーラリーワールドカップマラソントロフィー3年連続で獲得。 |
| 1996年 | - ニスモGT-R LMでル・マン24時間レースに参戦。総合15位（クラス10位）完走。 - BCNR33型GT-RでJGTCおよびスーパーN1耐久シリーズに参戦。JGTCではタイトルを逃すものの、スーパーN1ではシリーズチャンピオンを獲得。JGTCにはBNR32型GT-R、R31型スカイライン、S14型シルビア、Z32型フェアレディZ IMSA GTS仕様がプライベーターの手により参戦。 - P11型プリメーラはJTCCに、B14型サニーはJTCCと東南アジア・ツーリングカー・ゾーン・チャレンジ (SEATCZC) に地元チームの手で参戦。 - 第2回ラリーレイド・モンゴル参戦。 |
| 1997年 | - R390 GT1でル・マン24時間レースに参戦。総合12位で完走。またこの年のル・マンではBCNR33型GT-Rがペースカーを務めた。 - JGTCにはBCNR33型GT-Rで参戦するが、年間チャンピオンを逃す。プライベーターではBNR32型GT-R、R31型スカイライン、S13型&S14型シルビア、Z32型フェアレディZ IMSA GTS仕様が参戦。 - JTCCにはP11型プリメーラで参戦（JTCCからは同年限りで撤退）。 - スーパーN1ではBCNR33型GT-Rが年間チャンピオン獲得。十勝24時間レースではGTクラス、N1クラス2冠達成。 - 第19回ダカール・アガデス・ダカールラリーにてテラノが総合6位完走。第3回ラリーレイド・モンゴルにR50型テラノで参戦し、総合優勝。 - WRC、K11型マーチをキットカー化したマイクラ・キットカーを投入。後に全日本ラリー選手権に出場するマーチにも、同じボディキットが用いられる。 - 北米のフォーミュラカーシリーズであるインディ・レーシング・リーグ (IRL) にインフィニティブランドでエンジン供給開始（ - 2002年）。 - 第1回ニスモフェスティバルが富士スピードウェイで開催。以後毎年年末に開催される。 |
| 1998年 | - R390 GT1でル・マン24時間レースに参戦。日本人ドライバー・日本車の組み合わせにおいて、最高位である総合3位を獲得。他、総合5位、6位、10位とエントリーした4台すべてが総合10位圏内に入った。なお、日本車が全車完走したのは、後も先にも日産チームのみ。また、この年はクラージュにエンジンを供給したCourage C51-NISSANも参戦した。 - JGTCにはBCNR33型GT-R、S14型シルビアで参戦し、GT-RがJGTCドライバーズタイトル、チームタイトルの2冠達成。 - スーパー耐久（S耐）にはBCNR33型GT-R、N15型パルサーで参戦。GT-Rがシリーズチャンピオン、パルサーがシリーズランキング2位、3位を飾る。 - P11型プリメーラでイギリスツーリングカー選手権 (BTCC)、SEATCZCに参戦。BTCCではマニュファクチャラーズタイトル、SEATCZCでは年間ドライバーズランキング2位獲得。また、マカオギアレースとの混走となった最終戦では総合4位完走。 - WRC、N15型アルメーラをキットカー化したアルメーラ・キットカーを投入。 - スペインにてフォーミュラ・ニッサン発足。 |
| 1999年 | - R391、C52（クラージュ）でル・マン24時間レースに参戦。C52のみ総合8位完走。その後R391はル・マン富士1000kmに参戦し、総合優勝。 - ニュルブルクリンク24時間レース (ADAC 24h-Rennen) にBCNR33型GT-Rで参戦し、総合6位完走。 - 第28回インターナショナルポッカ1000km GT300クラスおよびS耐クラスにそれぞれS15型シルビア、BNR34型GT-Rで参戦。各クラス優勝。JGTCにはBNR34型GT-R、S15型シルビアで参戦。GT-Rがドライバーズタイトルを獲得。S耐においてもBNR34型GT-Rがシリーズチャンピオンを獲得。 - P11型プリメーラでBTCCに参戦しドライバーズタイトル、チームタイトル、マニュファクチャラーズタイトルの3冠達成。 - 第21回パリ・ダカールラリー T2クラス7位、8位。第5回ラリーレイド・モンゴルにR50型テラノで参戦し、総合優勝。 |
| 2000年 | - BNR34型GT-R、S15型シルビアでJGTCに参戦。年間タイトル獲得ならず。一方、S耐ではBNR34型GT-Rが全勝し、年間タイトルを獲得、N15型パルサーは年間ポイント2位を獲得している。 - 第29回インターナショナルポッカ1000km GT500クラスおよびS耐クラスにそれぞれBNR34型GT-Rで参戦。GT500クラスは途中リタイヤ、S耐クラスはクラス優勝。インターテックinコリアにS耐仕様BNR34型GT-Rで参戦し表彰台を独占。 - スウェーデンツーリングカー選手権 (STCC) にP11型プリメーラで参戦しドライバーズタイトル獲得。 - 南アフリカツーリングカー選手権にP11型プリメーラで参戦し、ドライバーズタイトル、マニュファクチャラーズタイトルの2冠達成。プリメーラはBTCCにも参戦。 - 第22回パリ・ダカールカイロラリー T2クラスにVQ35DE搭載R50型テラノで参戦し総合8位完走。第6回ラリーレイド・モンゴルにVG33E搭載R50型テラノで参戦し、総合優勝。 - K11型マーチ、N15型パルサーが全日本ラリー選手権2輪駆動部門に参戦し、それぞれAクラス、Bクラスのドライバーズタイトルを獲得。 - IRL参戦4年目にして初優勝。 - 東名エンジンが全日本F3選手権にSR20VEの供給を開始（バッジネームはスリーボンド）。 - アメリカン・ル・マン・シリーズ (ALMS)、スポーツレーシング・ワールドカップ、アメリカ・グランダム・ロードレーシング、ル・マン24時間レースにVQエンジン供給。スポーツレーシング・ワールドカップ SPORTS RACING LIGHTSクラスではドライバーズタイトル、アメリカ・グランダム・ロードレーシングIIクラスではドライバー、マニュファクチャラー両タイトル獲得。 |
| 2001年 | - BNR34型GT-R、S15型シルビアでJGTCに参戦。GT500クラスチームタイトル獲得。シルビアはドライバーズタイトル獲得。GT-R、シルビアが参戦するS耐では、GT-Rが全勝し年間タイトルを獲得。ニュルブルクリンク24時間レースにBNR34型&BCNR33型GT-Rで参戦。第30回インターナショナルポッカ1000km GT300クラスおよびS耐クラスにそれぞれS15型シルビア、BNR34型GT-Rで参戦。シルビアが総合7位クラス優勝。 - P11型プリメーラでSTCCおよびFIAヨーロッパ・ツーリングカー選手権参戦。 - VQ35DEを搭載するR50型テラノで第23回パリ・ダカールラリーに参戦し、総合12位T1クラス優勝。南アフリカ・オフロード選手権 (SAOC) クラスT（スーパートラック）に*VQ35DE搭載D22型ハードボディで参戦。シリーズ優勝。 - K11型マーチ、N15型パルサー、S15型シルビアが全日本ラリー選手権2輪駆動部門に参戦し、マーチがAクラスのドライバーズタイトルを獲得。 - 第28回ロレックス・モントレー・ヒストリック・オートモービル・レースに1971年製BREダットサン510で参戦し、2.5チャレンジ・クラス優勝。 - インターナショナルF3マカオグランプリ、コリアスーパープリにSR20VE搭載車が参戦し、コリアにて12位完走。 - FIAスポーツカー選手権 (FIA-SCC) SR2クラスにVQエンジン供給。ドライバー、チーム両タイトル獲得。グランダムスポーツカーシリーズSRP IIクラスにVQエンジン供給。ドライバー、エンジン・マニュファクチャラー両タイトル獲得。ALMS LMP675クラスにVQエンジン供給。エンジン・マニュファクチャラータイトル獲得。 |
| 2002年 | - BNR34型GT-R、S15型シルビアでJGTCに参戦。GT-Rは第5戦よりそれまでのRB26DETTからVQ30DETTに搭載エンジンが変更されたが、シルビアと共に年間タイトル獲得ならず。S耐ではGT-Rが全勝し年間タイトルを獲得。ニュルブルクリンク24時間レースにBNR34型GT-Rで参戦し、総合5位完走。第31回インターナショナルポッカ1000km GT500クラスおよびS耐クラスにBNR34型GT-Rで参戦。全車リタイヤとなる。 - 第24回トタール・アラス・マドリード・ダカール・ラリーにVQ35DE搭載D22型ピックアップ、VQ35DE搭載エクストレイル、VQ35DE搭載R50型テラノで参戦。テラノが総合11位プロダクション部門2位を獲得。FIAクロスカントリーラリー選手権参戦。SAOCにハードボディで参戦。クラスDおよびクラスTでシリーズ優勝。FIAトロフィー・バハ参戦シリーズ2位。 - K11型マーチ、S15型シルビアが全日本ラリー選手権2輪駆動部門に参戦し、マーチがAクラスのシリーズ3位、シルビアがシリーズ2位、4位を獲得。 - 第86回インディ500にてインフィニティエンジン搭載車が総合5位獲得。IRLメーカー・オブザイヤーを獲得するが、IRLへのエンジン供給は2002年をもって終了。 - FIA-SCC SR2クラスにVQエンジン供給。グランダムスポーツカーシリーズSRP IIクラスにVQエンジン供給。ドライバー、エンジン・マニュファクチャラー両タイトル獲得。ALMS LMP675クラスにVQエンジン供給。 - 前年までのフォーミュラ・ニッサンがワールドシリーズ・バイ・ニッサンとしてリニューアル。インフィニティ・プロ・シリーズ、フォーミュラ・ニッサン2000発足。 |
| 2003年 | - 前年同様VQエンジン搭載のGT-R・シルビアに加え、VQ35DEを搭載したZ33型フェアレディZがJGTCのGT300クラスに参戦。GT-R、フェアレディZ共にドライバーズタイトルを獲得。GT500クラスはチームタイトルも獲得し、2冠達成。S耐にはGT-Rに加えフェアレディZも参戦。GT-Rはシリーズ発足以来13年連続でシリーズチャンピオン獲得。ニュルブルクリンク24時間レースにBNR34型GT-Rで参戦し、総合54位A8クラス2位完走。 - SCCAスピードツーリングカー・シリーズにセントラSE-Rが参戦。シリーズ4位。 - 第25回テレフォニカ・ダカール2003にVQ35DE搭載D22型ピックアップで参戦し、総合5位完走。FIAクロスカントリーラリー・ワールドカップ、FIAトロフィー・バハに参戦。SAOCにD22型ハードボディで参戦。クラスDおよびクラスTでシリーズ優勝、マニュファクチャラーズタイトルを獲得。 - K11型マーチ、Z33型フェアレディZが全日本ラリー選手権2輪駆動部門に参戦（ドライバーは`マッドドッグ`三好）。マーチはシリーズ2位、3位、フェアレディZはシリーズ4位で参戦初年度を終了。 - 第81回パイクスピーク・インターナショナル・ヒルクライムにVQ35DE、RB26DETTそれぞれを搭載したZ33型フェアレディZが参戦。オープンクラス3位、4位完走。 - FIA-SCC SR2クラスにVQエンジン供給。ドライバーズタイトル獲得。グランダムスポーツカーシリーズSRP IIクラスにVQエンジン供給。開幕戦のデイトナ24時間レースでは、総合7位、8位完走。ALMS LMP675クラスにVQエンジン供給。ドライバーズ4位、マニュファクチャラーズ2位獲得。 - 全日本F3選手権第7戦にてSR20VE搭載車がポール・トゥ・ウィン。F3での優勝は1989年以来でありシリーズ2位を獲得。マニュファクチャラーズランキングもホンダを抜き2位を獲得。 - グランダムカップシリーズGS-IIクラスにZ33型350Zが参戦。 - 米国オフロード・レーシング選手権 (CORR) Pro-LiteクラスにD22型ピックアップが参戦。シリーズ4位。 |
| 2004年 | - VQ30DETTを搭載したZ33型フェアレディZでJGTCのGT500クラスに参戦しドライバーズタイトル、チームタイトルの2冠達成。S耐でもフェアレディZがクラス3シリーズチャンピオン獲得。ニュルブルクリンク24時間レースにBNR34型GT-Rで参戦し、総合5位A8クラス優勝。 - 第26回テレフォニカ・ダカール2004にVQ35DE搭載D22型ピックアップ、パトロール、R50型パスファインダーで参戦。ピックアップが総合7位入賞、パトロールが総合22位T1クラス優勝を果たす。 - ハードボディで参戦しているSAOCにて総合プロダクションマシン、マニュファクチャラーズ、クラスT、クラスDの各タイトルを獲得。マニュファクチャラーズは4年連続、クラスTドライバーズタイトルは2年連続。 - 全日本ラリー選手権2輪駆動部門にZ33型フェアレディZおよびK11型マーチが参戦。 - ワールドシリーズ・バイ・ニッサン閉幕。 |
| 2005年 | - Z33型フェアレディZでSUPER GTのGT500/GT300両クラスに参戦。また同年より、S耐のST1クラスに特認パーツを装着したフェアレディZが参戦を開始。ST3との2クラス同時参戦という異例の形となった。 - ダカール・ラリーにVQ35DE搭載D22型ピックアップ等で参戦、総合4位に入賞。ダカール・ラリーへのワークス参戦はこの年が最後となった。 |
| 2006年 | - Z33型フェアレディZでSUPER GTのGT500/GT300クラス、S耐のST1/ST3クラスに参戦。SUPER GTは新たにKONDO Racingが陣営に加わり5台体制となる。 - ホンダ・トヨタ及び、フォーミュラ・ニッポンを主催する日本レースプロモーション (JRP) と共同で、新たなジュニア・フォーミュラのクラスとしてフォーミュラチャレンジ・ジャパン (FCJ) を発足させる。 |
| 2007年 | Z33型フェアレディZでSUPER GTのGT500/GT300クラス、S耐のST1/ST3クラスに参戦。S耐のST1クラスでシリーズチャンピオンを獲得。 |
| 2008年 | 前年にデビューした日産・GT-RでSUPER GT・GT500クラスに参戦、年間7勝を達成。XANAVI NISMO GT-Rが同年ドライバーズチャンピオンを獲得。GT300クラスには引き続きZ33型フェアレディZで参戦、MOLAレオパレスZがドライバーズ、チームチャンピオンの2冠を獲得。 |

## 公式ホームページとマスコットキャラクター「トラベアーくん」
日本における自動車モータースポーツのパイオニアのひとつである日産だけあり、モータースポーツ関連ホームページも開設しており、ネット上でも積極的にプロモーション活動を展開している。日本国内のSUPER GTはもちろん、海外のFIA GTなど、扱っている内容も幅広く、コンテンツも充実している。
その中のひとつで、2008年から開設した「世界のレースをエンジョイしよう！」に登場したのが、マスコットキャラクター「NISSANベア」で、彼がNISSANロゴの入った赤いTシャツをトレードマークに、背中にリュックサックを背負って世界中のモータースポーツを見て回り紹介する、というものである。
2008年には同ホームページでNISSANベアの名前募集キャンペーンが行われ、一般公募の結果「トラベアー」に決定した。名前の由来は「世界中を旅する（トラベル）」+「くま（ベアー）」から。その後も持ち前の好奇心で世界中のモータースポーツを見て回り、またこれ以外にも日産モータースポーツ公式サイトの「モータースポーツアカデミー」をはじめとする様々なコンテンツに登場するなど、日産モータースポーツのマスコットキャラクターとして定着し大活躍している。
なお2010年度日産モータースポーツ体制発表会では、トラベアーくんがTwitterで内容をつぶやくという企画も行われ、2011年からは日産モータースポーツの公式twitterに活躍の場を移している。ちなみにサイズは以前より小さくなり、キーホルダーサイズになっている。
2012年からは日産の公式スマートフォンサイトにも進出。日産販売店でのアフターサービスを彼が紹介する「GO!GO!トラベアー」のコーナーを持つようになった。ちなみにこの時のトラベアーはぬいぐるみサイズになっている。